# Малокатериновка
Малокатери́новка (укр. Малокатеринівка) — посёлок, Малокатериновский поселковый совет, Запорожский район, Запорожская область, Украина.
Является административным центром Малокатериновского поселкового совета, в который не входят другие населённые пункты.

## Географическое положение
Посёлок городского типа Малокатериновка находится на левом берегу Каховского водохранилища в месте впадения в него реки Конка, выше по течению на расстоянии в 3,5 км расположен пгт Кушугум, ниже по течению на противоположном берегу реки Конка расположено село Приморское (Васильевский район).
Рядом проходит железная дорога, станция Канкриновка.
К посёлку примыкают массивы садовых участков.

## История
- 1775 год — дата основания как село Краснокутовка.
- В 1777 году переименовано в село Малая Екатериновка.
- В 1938 год — присвоено статус посёлок городского типа.

Во время Великой Отечественной войны в 1941—1943 селение находилось под немецкой оккупацией. 14 октября 1943 года разведывательная рота 5-й гвардейской мотострелковой бригады освободила посёлок.
Президиум Верховного Совета Украинской ССР Указом от 23 мая 1978 года постановил в целях установления единого написания на русском языке населённых пунктов уточнить наименования поселка городского типа Малоекатериновка и впредь именовать его — Малокатериновка.
В 1989 году численность населения составляла 3041 человек.
На 1 января 2013 года численность населения составляла 3466 человек.

## Экономика
- ООО «Екатериновский мясокомбинат».
- «Таврия», агрофирма, ООО.
- Конно-спортивный комплекс «Centaur».
- Линкольн Украина

## Объекты социальной сферы
- Малокатериновский УВК «Мрия»
- Детский сад.
- Дом культуры.
- Фельдшерско-акушерский пункт.
- Стадион «Малокатериновка».
- Парк.
- Мини-футбольное поле.
- Пляж.

## Достопримечательности
- Братская могила советских воинов.
- Памятник, посвященный лётчикам Второй мировой войны «Один клас — Одне небо».

## Известные уроженцы
- Косса, Михаил Ильич — Герой Советского Союза.
- Задоя, Евгений Игоревич — футболист, полузащитник, игрок футбольного клуба «Колос».